# Parada de Les Llances (TRAM Alicante)
Les Llances es una parada del TRAM Metropolitano de Alicante donde presta servicio la línea 3. Está situada en el municipio de Campello, enfrente de la playa de Muchavista.

## Localización y características
Se encuentra ubicada en la avenida Jaime I el Conquistador, desde donde se accede, a la altura del cruce con la calle Hacienda del Administrador. En esta parada se detienen los tranvías de la línea 3. Dispone de dos andenes y dos vías.

## Líneas y conexiones
| << Cabecera | < Estación | Línea | Estación > | Cabecera >> |
| ----------- | ---------- | ----- | ---------- | ----------- |
| Luceros     | Muchavista |       | Fabraquer  | Campello    |

Enlace con la línea de bus interurbano TAM (Alcoyana): Línea 21, Alicante-Playa San Juan-Campello.